# بو-أون (رواية)
بو-أون هي رواية كتبها فرانسيسكو سيونيل خوسيه. بو-أون هو العنوان الأصلي عندما نُشر لأول مرة في الفلبين باللغة الإنجليزية. نُشرت في الولايات المتحدة تحت عنوان الغسق.       

## الوصف
تبدأ الرواية سرد تجارب جيل واحد من عائلة سامسون، من خلال الفلاح استاك سامسون. تركت عائلة استاك من الفلاحين مسقط رأسهم على مضض هربًا من المزيد من القمع والاضطهاد من قبل السلطات الاستعمارية. تقودهم رحلتهم إلى مكان جديد، تحت رعاية الميستيثو الثري المسمى دون جاسينتو، الذي على الرغم من امتلاكه مساحات شاسعة من الأرض، يدعم أبناء وطنه وأهله في محنتهم.  